# Correa glabra
Correa glabra är en vinruteväxtart som beskrevs av John Lindley. Correa glabra ingår i släktet Correa och familjen vinruteväxter.

## Underarter
Arten delas in i följande underarter:
- C. g. leucoclada
- C. g. turnbullii